# Anisochelus hilaris
Anisochelus hilaris är en skalbaggsart som beskrevs av Hermann Burmeister 1844. Anisochelus hilaris ingår i släktet Anisochelus och familjen Melolonthidae. Inga underarter finns listade i Catalogue of Life.